# Bách khoa Tự điển Larousse
Bách khoa Tự điển Larousse hay Tự Điển Bách Khoa Larousse, tiếng Pháp gọi là Grand Dictionnaire universel du XIXe siècle (Đại Từ điển Bách Khoa của thế kỷ 19), cũng thường được gọi là Larousse du dix-neuvièm, là một công trình của nhà biên soạn tự điển, nhà văn phạm - ông Pierre Larousse (1817-1875).
Bộ sách được xuất bản vào năm 1866 kéo dài cho đến năm 1877 gồm có 17 cuốn, mỗi cuốn bao gồm 1500 trang. Các cuốn liệt kê từ 1 đến 15 bao gồm từ A-Z được lưu hành vào năm 1866 cho đến năm 1870. Các cuốn 16 đến 17 và hai bản phụ lục được in vào năm 1877 cho đến năm 1890. Ông Larousse cho xuất bản thêm các phụ lục qua hình thức là một cuốn tạp chí, được gọi là Revue encyclopédique (1891-1900) và sau đó là Revue universelle (1900-1905).
Larousse là một cuốn bách khoa toàn thư đầu tiên, có chủ kiến và có một văn phong đặc trưng, riêng biệt. Với chính kiến của ông Larousse qua biến cố lịch sử coup Brumaire 18 (9 tháng 11 nắm 1799) do nhà lãnh tụ Napoleon Bonaparte là một việc làm có đạo đức và vinh quang. Tuy nhiên, sau việc lật đổ chính quyền và thấy được sự cai trị độc tài của đại đế Napoleon Bonaparte để đưa nước Pháp trở thành một quốc gia xâm lược theo hoài bão thống trị toàn cầu của đại đế này để người dân Pháp chịu nhiều cảnh chia ly, lầm than đã thay đổi chính kiến ông Larousse. Vì vậy, cuốn Larousse thứ 19 có 2 mục từ: theo bài viết, một là Bonaparte, Napoleon chết vào thời điểm Brumaire 18 (ngày 9, tháng 11, năm 1799); và mục từ thứ 2 là Napoleon được coi là một nhà cố vấn và đại đế. Ngày nay, bộ tự điển bách khoa Larousse này được phổ biến toàn cầu cung ứng cho đa ngôn ngữ như: Anh ngữ Larousse Concise Dictionary - French-English/English-French; Larousse Student Dictionary; và các lãnh vực khác như công nghệ thông tin phần mềm Larousse Multidico, Petite Larousse 2009 software.